# Liste des maires de Mons (Var)
Le tableau ci-dessous dresse la liste des maires de Mons depuis 1789.

## Liste des maires
| Période | Période  | Identité                               | Étiquette | Qualité                           |
| ------- | -------- | -------------------------------------- | --------- | --------------------------------- |
| 1789    | 1791     | Augier Jean-Honoré                     |           |                                   |
| 1791    |          | Sardou Claude                          |           |                                   |
| 1791    | 1792     | Porre Joseph, Marcellin                |           |                                   |
| 1792    | 1795     | Morlan Honoré                          |           |                                   |
| 1795    | 1797     | Castelly Pierre, Jean                  |           |                                   |
| 1797    | 1798     | Pelacy Pierre                          |           |                                   |
| 1798    | 1799     | Porre Joseph                           |           |                                   |
| 1799    | 1800     | Pelacy Jacques                         |           |                                   |
| 1800    | 1810     | Jourdan Antoine, André                 |           |                                   |
| 1810    | 1815     | De Villeneuve-Beauregard Jean-Baptiste |           |                                   |
| 1815    |          | Porre Joseph                           |           |                                   |
| 1815    | 1820     | Pélacy Pierre                          |           |                                   |
| 1820    | 1821     | Bertou Jacques, Alexandre, Ignace      |           |                                   |
| 1820    | 1826     | Porre Jean-Joseph                      |           |                                   |
| 1826    | 1831     | Jourdan Raymond                        |           |                                   |
| 1831    | 1838     | Porre Jean, André, Marcellin           |           |                                   |
| 1838    | 1846     | Rossel Pierre-Joseph                   |           |                                   |
| 1846    | 1848     | Rossel Joseph                          |           |                                   |
| 1848    | 1849     | Gras Pierre, Joseph                    |           |                                   |
| 1849    | 1851     | Bertou Jean-Honoré                     |           |                                   |
| 1851    | 1860     | Rossel Joseph                          |           |                                   |
| 1860    | 1866     | Castelly Antoine                       |           |                                   |
| 1866    | 1871     | Paul Jean-Antoine                      |           |                                   |
| 1871    | 1878     | Jourdan Jean, André, Joseph            |           |                                   |
| 1878    | 1884     | Mireur Antoine, Alban                  |           |                                   |
| 1884    | 1896     | Pélissier Pierre, Louis                |           |                                   |
| 1896    | 1904     | Porre Antoine, Auguste                 |           |                                   |
| 1904    | 1908     | Porre Pierre                           |           |                                   |
| 1908    | 1910     | Jourdan Joseph                         |           |                                   |
| 1910    | 1928     | Jourdan Théophile                      |           |                                   |
| 1928    | 1929     | Carlevan Joseph                        |           |                                   |
| 1929    | 1936     | Bertou Pierre                          |           |                                   |
| 1936    | 1944     | Jourdan-Barry Raymond                  |           |                                   |
| 1944    | 1948     | Pélassy Louis                          |           |                                   |
| 1948    | 1953     | Porre Charles                          |           |                                   |
| 1953    | 1971     | Alexandre Valente                      | SFIO      | Instituteur, syndicaliste         |
| 1971    | 1977     | Ernest Audibert                        |           |                                   |
| 1977    | 1983     | Alexandre Valente                      | PS        | Instituteur, syndicaliste         |
| 1983    | 2001     | Alfred Rolland                         |           |                                   |
| 2001    | 2008     | Roger Pelassy                          |           |                                   |
| 2008    | 2020     | Eliane Feraud                          | DVG       | Retraitée de la Fonction publique |
| 2020    | En cours | Patrick De Clarens                     |           |                                   |

## Compléments